# Kottes-Purk
Kottes-Purk est une commune autrichienne du district de Zwettl en Basse-Autriche.